# Сат-Бетрин
Сат-Бетрин (рум. Sat Bătrân) — село у повіті Караш-Северін в Румунії. Входить до складу комуни Арменіш.
Село розташоване на відстані 309 км на захід від Бухареста, 35 км на схід від Решиці, 103 км на південний схід від Тімішоари.

## Населення
За даними перепису населення 2002 року у селі проживали 449 осіб, усі — румуни. Усі жителі села рідною мовою назвали румунську.